# Russischer Fußballpokal 1999/2000
Der Russische Fußballpokal 1999/2000 war die achte Austragung des russischen Pokalwettbewerbs der Männer. Pokalsieger wurde Lokomotive Moskau. Das Team setzte sich im Finale am 21. Mai 2000 im Dynamo-Stadion von Moskau gegen ZSKA Moskau durch.

## Modus
In den ersten vier Runden nahmen ausschließlich Mannschaften der 2. Division 1999 teil. Dabei traten insgesamt 98 der 108 Drittligisten an, die nach regionalen Gesichtspunkten gelost wurden. In der fünften Runde stiegen dann die 22 Zweitligisten, in der sechsten Runde die 16 Erstligisten ein.
Die Spiele der ersten Runde wurden im April ausgetragen, das Finale im darauffolgenden Jahr im Mai, sodass sich der Pokalwettbewerb über 13 Monate erstreckte. Alle Begegnungen wurden in einem Spiel ausgetragen. Bei unentschiedenem Ausgang wurde zur Ermittlung des Siegers eine Verlängerung gespielt. Stand danach kein Sieger fest, folgte ein Elfmeterschießen. Der Pokalsieger qualifizierte sich für den UEFA-Pokal.

## Teilnehmende Teams
| Oberste Division (16) | Oberste Division (16) | 1. Division (22) | 1. Division (22) |
| --- | --- | --- | --- |
| - Dynamo Moskau - Lokomotive Moskau - Spartak Moskau - Torpedo Moskau - ZSKA Moskau - Alanija Wladikawkas - Krylja Sowetow Samara - Lokomotive Nischni Nowgorod | - Rostselmasch Rostow - Rotor Wolgograd - Saturn Ramenskoje - Schemtschuschina Sotschi - Schinnik Jaroslawl - Tschernomorez Noworossijsk - Uralan Elista - Zenit St. Petersburg | - Amkar Perm - Anschi Machatschkala - Arsenal Tula - Baltika Kaliningrad - Dynamo Stawropol - Fakel Woronesch - Gasowik-Gasprom Ischewsk - Kristall Smolensk - Lokomotive Tschita - Lada-Grad Dimitrowgrad - Lokomotive St. Petersburg | - Metallurg Krasnojarsk - Metallurg Lipezk - Rubin Kasan - PFK Sokol Saratow - Spartak Naltschik - FK Spartak Orechowo - FK Tjumen - Tom Tomsk - Torpedo-SIL Moskau - Torpedo-Wiktorija Nischni Nowgorod - Wolgar-Gasprom Astrachan |
| 2. Division (98) | | | |
| - Amur Blagoweschtschensk - Anguscht Nasran - FK Arsamas - Arsenal-2 Tula - Awangard Kursk - Awtodor Wladikawkas - Awtomobilist Noginsk - FK Balakowo - Beschtau Lermontow - Biochimik-Mordowija Saransk - FK Chimki - FK Don Nowomoskowsk - Chimik Dserschinsk - Diana Wolschsk - Druschba Maikop - Dynamo Barnaul - Dynamo Brjansk - Dynamo Ischewsk - Dynamo Machatschkala - Dynamo-Maschinostroitel Kirow - Dynamo Omsk - Dynamo Perm - FK Dynamo St. Petersburg - Dynamo Wologda - Energija Tschaikowski | - Energija Uljanowsk - Energetik Uren - Energija Welikije Luki - Fabus Bronnizky - Gasowik Orenburg - Iriston Wladikawkas - Irtysch Omsk - Irtysch Tobolsk - Iskra Engels - KAMAS Nabereschnyje Tschelny - Kawkaskabel Prochladny - FK Kolomna - Kosmos Elektrostal - Kuban Krasnodar - Slawjansk Slawjansk-na-Kubani - FK Kurgan - Kusbass Kemerewo - FK Lada Toljatti - Lokomotive Kaluga - Lokomotive Liski - FK Lutsch Wladiwostok - Metallurg-Metisnik Magnitogorsk - Metallurg Nowokusnezk - Metallurg Wyksa - FK Mosdok | - FK Mosenergo Moskau - Nart Nartkala - FK Neftechimik Nischnekamsk - Neftjanik Jaroslawl - Neftjanik Pochwistnewo - Nosta Nowotroizk - Oasis Jarzewo - Okean Nachodka - FK Orjol - Reformazija Abakan - Samotlor-XXI Nischnewartowsk - FK Saljut-Jukos Belgorod - Saljut Saratow - Sarja Leninsk-Kusnezki - Schachtjor Schachty - Selenga Ulan-Ude - Sibirjak Bratsk - Spartak-Pereswet Brjansk - FK SKA-Chabarowsk - FK SKA Rostow - Sodowik Sterlitamak - Spartak Kostroma - Spartak Luchowizy - FK Spartak Rjasan | - Spartak Schtschjolkowo - Spartak Tambow - Spartak-Telekom Schuja - Spartak-Tschukotka Moskau - Sportakademklub Moskau - Swesda Irkutsk - Swetotechnika Saransk - FK Titan Schelesnodoroschny - Torpedo Georgijewsk - Torpedo Pawlowo - Torpedo Taganrog - Torpedo Wolschski - Torpedo Wladimir - Tschkalowez Nowosibirsk - UralAZ Miass - Uralez Nischni Tagil - Uralmasch Jekaterinburg - FK Witjas Krymsk - Wenez Gulkewitschi - Wolga Twer - Wolga Uljanowsk - Wolotschanin-89 Wyschni Wolotschok - Zenit Pensa - Zenit Tscheljabinsk |

Römische Ziffern in Klammern geben die Ligastufe an, an der die Vereine während der Saison 1999 teilnehmen.

## 1. Runde
Teilnehmer: 38 Vereine der 2. Division.
| Datum      |                                       | Ergebnis              |                                    |
| ---------- | ------------------------------------- | --------------------- | ---------------------------------- |
| 25.04.1999 | Iskra Engels (III)                    | 2:1                   | FK Balakowo (III)                  |
| 26.04.1999 | Beschtau Lermontow (III)              | 1:1 n. V. (3:2 i. E.) | Nart Nartkala (III)                |
| 28.04.1999 | Swesda Irkutsk (III)                  | 3:2 n. V.             | Selenga Ulan-Ude (III)             |
| 28.04.1999 | Uralmasch Jekaterinburg (III)         | 0:2                   | Zenit Tscheljabinsk (III)          |
| 28.04.1999 | Reformazija Abakan (III)              | 2:0                   | Sibirjak Bratsk (III)              |
| 28.04.1999 | Okean Nachodka (III)                  | 0:1                   | FK Lutsch Wladiwostok (III)        |
| 28.04.1999 | Neftjanik Pochwistnewo (III)          | 3:2                   | Sodowik Sterlitamak (III)          |
| 28.04.1999 | FK Neftechimik Nischnekamsk (III)     | 1:0                   | KAMAS Nabereschnyje Tschelny (III) |
| 28.04.1999 | Metallurg-Metisnik Magnitogorsk (III) | 1:1 n. V. (2:1 i. E.) | UralAZ Miass (III)                 |
| 28.04.1999 | Kusbass Kemerewo (III)                | 0:0 n. V. (3:4 i. E.) | Sarja Leninsk-Kusnezki (III)       |
| 28.04.1999 | Irtysch Tobolsk (III)                 | 2:0                   | FK Kurgan (III)                    |
| 28.04.1999 | Gasowik Orenburg (III)                | 0:1                   | Nosta Nowotroizk (III)             |
| 28.04.1999 | Energija Tschaikowski (III)           | 1:2 n. V.             | Dynamo Ischewsk (III)              |
| 28.04.1999 | Dynamo Perm (III)                     | 1:0                   | Uralez Nischni Tagil (III)         |
| 28.04.1999 | Dynamo Barnaul (III)                  | 1:3                   | Metallurg Nowokusnezk (III)        |
| 28.04.1999 | Tschkalowez Nowosibirsk (III)         | kampflos              | Samotlor-XXI Nischnewartowsk (III) |
| 28.04.1999 | Amur Blagoweschtschensk (III)         | 3:2                   | FK SKA-Chabarowsk (III)            |
| 28.04.1999 | Irtysch Omsk (III)                    | 0:1                   | Dynamo Omsk (III)                  |
| 29.04.1999 | Arsenal-2 Tula (III)                  | 0:0 n. V. (3:5 i. E.) | FK Don Nowomoskowsk (III)          |

## 2. Runde
Teilnehmer: Die 19 Sieger der ersten Runde und weitere 59 Vereine der 2. Division.
| Datum      |                                   | Ergebnis              |                                          |
| ---------- | --------------------------------- | --------------------- | ---------------------------------------- |
| 07.05.1999 | Zenit Pensa (III)                 | 1:0                   | Saljut Saratow (III)                     |
| 07.05.1999 | Metallurg Wyksa (III)             | 3:1                   | FK Arsamas (III)                         |
| 07.05.1999 | FK Lada Toljatti (III)            | 1:0                   | Wolga Uljanowsk (III)                    |
| 07.05.1999 | Chimik Dserschinsk (III)          | 1:0 n. V.             | Torpedo Pawlowo (III)                    |
| 07.05.1999 | Iskra Engels (III)                | 1:0                   | Torpedo Wolschski (III)                  |
| 07.05.1999 | Energija Uljanowsk (III)          | 1:0                   | Diana Wolschsk (III)                     |
| 07.05.1999 | Energetik Uren (III)              | 2:0                   | Dynamo-Maschinostroitel Kirow (III)      |
| 07.05.1999 | Biochimik-Mordowija Saransk (III) | 0:0 n. V. (7:6 i. E.) | Swetotechnika Saransk (III)              |
| 08.05.1999 | Wenez Gulkewitschi (III)          | 1:2                   | Torpedo Taganrog (III)                   |
| 08.05.1999 | Torpedo Wladimir (III)            | 1:3                   | Spartak-Tschukotka Moskau (III)          |
| 08.05.1999 | FK Titan Schelesnodoroschny (III) | 0:2                   | Awtomobilist Noginsk (III)               |
| 08.05.1999 | Sportakademklub Moskau (III)      | 3:0                   | Wolga Twer (III)                         |
| 08.05.1999 | Spartak-Pereswet Brjansk (III)    | 0:1                   | FK Mosenergo Moskau (III)                |
| 08.05.1999 | Spartak Tambow (III)              | 1:0 n. V.             | Lokomotive Liski (III)                   |
| 08.05.1999 | Spartak Schtschjolkowo (III)      | 0:1                   | Kosmos Elektrostal (III)                 |
| 08.05.1999 | FK Spartak Rjasan (III)           | 2:0                   | Spartak Luchowizy (III)                  |
| 08.05.1999 | FK SKA Rostow (III)               | 2:0                   | Schachtjor Schachty (III)                |
| 08.05.1999 | Oasis Jarzewo (III)               | 2:1                   | Energija Welikije Luki (III)             |
| 08.05.1999 | Neftjanik Jaroslawl (III)         | 1:2 n. V.             | FK Chimki (III)                          |
| 08.05.1999 | Kuban Krasnodar (III)             | 1:0                   | Slawjansk Slawjansk-na-Kubani (III)      |
| 08.05.1999 | Kawkaskabel Prochladny (III)      | 1:2                   | Beschtau Lermontow (III)                 |
| 08.05.1999 | FK Mosdok (III)                   | 1:0                   | Torpedo Georgijewsk (III)                |
| 08.05.1999 | FK Kolomna (III)                  | 4:0                   | Fabus Bronnizky (III)                    |
| 08.05.1999 | Dynamo Wologda (III)              | 3:0                   | Spartak Kostroma (III)                   |
| 08.05.1999 | FK Dynamo St. Petersburg (III)    | 3:0                   | Wolotschanin-89 Wyschni Wolotschok (III) |
| 08.05.1999 | Dynamo Brjansk (III)              | 1:0                   | FK Orjol (III)                           |
| 08.05.1999 | Druschba Maikop (III)             | 3:0                   | FK Witjas Krymsk (III)                   |
| 08.05.1999 | FK Don Nowomoskowsk (III)         | 2:1                   | Lokomotive Kaluga (III)                  |
| 08.05.1999 | Awtodor Wladikawkas (III)         | 1:0                   | Iriston Wladikawkas (III)                |
| 08.05.1999 | Awangard Kursk (III)              | 2:0                   | FK Saljut-Jukos Belgorod (III)           |
| 08.05.1999 | Anguscht Nasran (III)             | 3:0                   | Dynamo Machatschkala (III)               |
| 09.05.1999 | Swesda Irkutsk (III)              | 2:0                   | Reformazija Abakan (III)                 |
| 09.05.1999 | Zenit Tscheljabinsk (III)         | 2:0                   | Dynamo Perm (III)                        |
| 09.05.1999 | Sarja Leninsk-Kusnezki (III)      | 2:2 n. V. (4:5 i. E.) | Metallurg Nowokusnezk (III)              |
| 09.05.1999 | Nosta Nowotroizk (III)            | 4:0                   | Neftjanik Pochwistnewo (III)             |
| 09.05.1999 | FK Neftechimik Nischnekamsk (III) | 3:0                   | Dynamo Ischewsk (III)                    |
| 09.05.1999 | FK Lutsch Wladiwostok (III)       | 1:4                   | Amur Blagoweschtschensk (III)            |
| 09.05.1999 | Irtysch Tobolsk (III)             | 1:3                   | Metallurg-Metisnik Magnitogorsk (III)    |
| 09.05.1999 | Dynamo Omsk (III)                 | 1:0                   | Samotlor-XXI Nischnewartowsk (III)       |

## 3. Runde
Teilnehmer: Die 39. Sieger der 2. Runde und mit Spartak-Telekom Schuja ein weiterer Verein der 2. Division.
| Datum      |                                   | Ergebnis              |                                       |
| ---------- | --------------------------------- | --------------------- | ------------------------------------- |
| 21.05.1999 | Swesda Irkutsk (III)              | 3:2 n. V.             | Amur Blagoweschtschensk (III)         |
| 21.05.1999 | Zenit Tscheljabinsk (III)         | 0:2                   | Metallurg-Metisnik Magnitogorsk (III) |
| 21.05.1999 | FK Neftechimik Nischnekamsk (III) | 1:1 n. V. (3:0 i. E.) | Nosta Nowotroizk (III)                |
| 21.05.1999 | Metallurg Nowokusnezk (III)       | 2:1                   | Dynamo Omsk (III)                     |
| 25.05.1999 | FK Lada Toljatti (III)            | 2:0                   | Biochimik-Mordowija Saransk (III)     |
| 25.05.1999 | Chimik Dserschinsk (III)          | 1:2                   | Energija Uljanowsk (III)              |
| 25.05.1999 | Iskra Engels (III)                | 4:0                   | Zenit Pensa (III)                     |
| 25.05.1999 | Energetik Uren (III)              | 1:0                   | Metallurg Wyksa (III)                 |
| 26.05.1999 | Torpedo Taganrog (III)            | 0:1                   | Druschba Maikop (III)                 |
| 26.05.1999 | Sportakademklub Moskau (III)      | 1:3                   | FK Dynamo St. Petersburg (III)        |
| 26.05.1999 | Spartak-Telekom Schuja (III)      | 0:3                   | Spartak-Tschukotka Moskau (III)       |
| 26.05.1999 | FK SKA Rostow (III)               | 1:2                   | Kuban Krasnodar (III)                 |
| 26.05.1999 | FK Mosenergo Moskau (III)         | 1:0 n. V.             | Oasis Jarzewo (III)                   |
| 26.05.1999 | FK Mosdok (III)                   | 0:2                   | Awtodor Wladikawkas (III)             |
| 26.05.1999 | FK Kolomna (III)                  | 2:3 n. V.             | FK Spartak Rjasan (III)               |
| 26.05.1999 | FK Chimki (III)                   | 4:3                   | Dynamo Wologda (III)                  |
| 26.05.1999 | FK Don Nowomoskowsk (III)         | 1:1 n. V. (3:1 i. E.) | Dynamo Brjansk (III)                  |
| 26.05.1999 | Awtomobilist Noginsk (III)        | 0:1                   | Kosmos Elektrostal (III)              |
| 26.05.1999 | Awangard Kursk (III)              | 1:1 n. V. (4:3 i. E.) | Spartak Tambow (III)                  |
| 26.05.1999 | Anguscht Nasran (III)             | 3:1                   | Beschtau Lermontow (III)              |

## 4. Runde
Teilnehmer: Die 20 Sieger der dritten Runde.
| Datum      |                                       | Ergebnis              |                                   |
| ---------- | ------------------------------------- | --------------------- | --------------------------------- |
| 07.06.1999 | FK Lada Toljatti (III)                | 3:0                   | Iskra Engels (III)                |
| 07.06.1999 | Energetik Uren (III)                  | 3:0                   | Energija Uljanowsk (III)          |
| 07.06.1999 | Swesda Irkutsk (III)                  | 1:0                   | Metallurg Nowokusnezk (III)       |
| 07.06.1999 | Spartak-Tschukotka Moskau (III)       | 1:0 n. V.             | FK Spartak Rjasan (III)           |
| 07.06.1999 | FK Mosenergo Moskau (III)             | 2:2 n. V. (4:3 i. E.) | Kosmos Elektrostal (III)          |
| 07.06.1999 | Metallurg-Metisnik Magnitogorsk (III) | 0:3                   | FK Neftechimik Nischnekamsk (III) |
| 07.06.1999 | FK Chimki (III)                       | 2:0                   | FK Dynamo St. Petersburg (III)    |
| 07.06.1999 | Druschba Maikop (III)                 | 2:0 n. V.             | Kuban Krasnodar (III)             |
| 07.06.1999 | FK Don Nowomoskowsk (III)             | 3:0                   | Awangard Kursk (III)              |
| 07.06.1999 | Anguscht Nasran (III)                 | 0:1                   | Awtodor Wladikawkas (III)         |

## 5. Runde
Teilnehmer: Die 10 Sieger der vierten Runde und die 22 Vereine der 1. Division
| Datum      |                                   | Ergebnis  |                                         |
| ---------- | --------------------------------- | --------- | --------------------------------------- |
| 28.06.1999 | Swesda Irkutsk (III)              | 1:2       | Tom Tomsk (II)                          |
| 28.06.1999 | Torpedo-SIL Moskau (II)           | 0:1       | Spartak-Tschukotka Moskau (III)         |
| 28.06.1999 | Spartak Naltschik (II)            | 3:1       | Lada-Simbirsk Dimitrowgrad (II)         |
| 28.06.1999 | PFK Sokol Saratow (II)            | 8:1       | Druschba Maikop (III)                   |
| 28.06.1999 | Rubin Kasan (II)                  | 1:3       | Arsenal Tula (II)                       |
| 28.06.1999 | FK Neftechimik Nischnekamsk (III) | 1:2       | Amkar Perm (II)                         |
| 28.06.1999 | FK Mosenergo Moskau (III)         | 2:1       | FK Spartak Orechowo (II)                |
| 28.06.1999 | Metallurg Lipezk (II)             | 2:0       | Energetik Uren (III)                    |
| 28.06.1999 | Metallurg Krasnojarsk (II)        | 0:3       | Lokomotive Tschita (II)                 |
| 28.06.1999 | FK Lada Toljatti (III)            | 3:0       | FK Don Nowomoskowsk (III)               |
| 28.06.1999 | Gasowik Orenburg (III)            | 2:1       | FK Tjumen (II)                          |
| 28.06.1999 | FK Chimki (III)                   | 1:2 n. V. | Lokomotive St. Petersburg (II)          |
| 28.06.1999 | Fakel Woronesch (II)              | 2:1       | Torpedo-Wiktorija Nischni Nowgorod (II) |
| 28.06.1999 | Dynamo Stawropol (II)             | 4:0       | Wolgar-Gasprom Astrachan (II)           |
| 28.06.1999 | Baltika Kaliningrad (II)          | 4:0       | Kristall Smolensk (II)                  |
| 28.06.1999 | Anschi Machatschkala (II)         | 4:0       | Awtodor Wladikawkas (III)               |

## 6. Runde
Teilnehmer: Die 16 Sieger der fünften Runde, sowie die 16 Erstligisten, die auswärts antreten mussten.
| Datum      |                                 | Ergebnis              |                                 |
| ---------- | ------------------------------- | --------------------- | ------------------------------- |
| 18.07.1999 | FK Lada Toljatti (III)          | 0:2                   | Spartak Moskau (I)              |
| 12.10.1999 | Metallurg Lipezk (II)           | 1:0                   | Alanija Wladikawkas (I)         |
| 12.10.1999 | Anschi Machatschkala (II)       | 3:1                   | Torpedo Moskau (I)              |
| 12.10.1999 | Tom Tomsk (II)                  | 0:5                   | ZSKA Moskau (I)                 |
| 12.10.1999 | Spartak Naltschik (II)          | 4:0                   | Schemtschuschina Sotschi (I)    |
| 12.10.1999 | Spartak-Tschukotka Moskau (III) | 1:0                   | Lokomotive Nischni Nowgorod (I) |
| 12.10.1999 | Lokomotive Tschita (II)         | 0:1                   | Uralan Elista (I)               |
| 12.10.1999 | Gasowik-Gasprom Ischewsk (II)   | 2:1                   | Zenit St. Petersburg (I)        |
| 12.10.1999 | Amkar Perm (II)                 | 2:2 n. V. (4:5 i. E.) | Rotor Wolgograd (I)             |
| 12.10.1999 | FK Mosenergo Moskau (III)       | 0:0 n. V. (5:6 i. E.) | Dynamo Moskau (I)               |
| 12.10.1999 | Lokomotive St. Petersburg (II)  | 1:5                   | Lokomotive Moskau (I)           |
| 12.10.1999 | Fakel Woronesch (II)            | 3:2 n. V.             | Rostselmasch Rostow (I)         |
| 12.10.1999 | Dynamo Stawropol (II)           | 2:1 n. V.             | Tschernomorez Noworossijsk (I)  |
| 12.10.1999 | PFK Sokol Saratow (II)          | 1:0                   | Schinnik Jaroslawl (I)          |
| 12.10.1999 | Arsenal Tula (II)               | 1:3                   | Saturn Ramenskoje II)           |
| 30.10.1999 | Baltika Kaliningrad (II)        | 2:0                   | Krylja Sowetow Samara (I)       |

## Achtelfinale
Teilnehmer: Die 16 Sieger der sechsten Runde.
| Datum      |                           | Ergebnis  |                                 |
| ---------- | ------------------------- | --------- | ------------------------------- |
| 13.11.1999 | Metallurg Lipezk (II)     | 4:0       | Dynamo Stawropol (II)           |
| 13.11.1999 | ZSKA Moskau (I)           | 3:0       | Spartak-Tschukotka Moskau (III) |
| 13.11.1999 | Uralan Elista (I)         | 3:0       | Fakel Woronesch (II)            |
| 13.11.1999 | Lokomotive Moskau (I)     | 2:1       | Baltika Kaliningrad (II)        |
| 13.11.1999 | Anschi Machatschkala (II) | 2:0       | Gasowik-Gasprom Ischewsk (II)   |
| 14.11.1999 | Dynamo Moskau (I)         | 1:0 n. V. | Spartak Naltschik (II)          |
| 21.03.2000 | PFK Sokol Saratow (II)    | 0:1 n. V. | Spartak Moskau (I)              |
| 21.03.2000 | Rotor Wolgograd (I)       | 0:1       | Saturn Ramenskoje (I)           |

## Viertelfinale
| Datum      |                           | Ergebnis              |                       |
| ---------- | ------------------------- | --------------------- | --------------------- |
| 04.04.2000 | Spartak Moskau (I)        | 1:0                   | Saturn Ramenskoje (I) |
| 05.04.2000 | Metallurg Lipezk (II)     | 0:1                   | Lokomotive Moskau (I) |
| 11.04.2000 | Anschi Machatschkala (II) | 1:1 n. V. (4:5 i. E.) | ZSKA Moskau (I)       |
| 12.04.2000 | Uralan Elista (I)         | 1:0                   | Dynamo Moskau (I)     |

## Halbfinale
| Datum      |                   | Ergebnis  |                       |
| ---------- | ----------------- | --------- | --------------------- |
| 03.05.2000 | Uralan Elista (I) | 1:4 n. V. | Lokomotive Moskau (I) |
| 04.05.2000 | ZSKA Moskau (I)   | 3:1       | Spartak Moskau (I)    |

## Finale
| Paarung           | Lokomotive Moskau – ZSKA Moskau |
| Ergebnis          | 3:2 n. V. (1:1, 1:1) |
| Datum             | 21. Mai 2000 |
| Stadion           | Dynamo-Stadion, Moskau |
| Zuschauer         | 26.000 |
| Schiedsrichter    | Nikolai Lewnikow |
| Tore              | 0:1 Sergei Semak (32.) 1:1 Wadim Jesejew (41.) 2:1 Dmitri Bulykin (96.) 3:1 Ilja Zymbalar (113.) 3:2 Oleg Kornauchow (120.+1') |
| Lokomotive Moskau | Ruslan Nigmatullin – Igor Tscherewtschenko, Gennadij Nischehorodow, Wadim Jesejew, Andrei Solomatin (46. Juri Drosdow) – Igor Tschugainow , Dmitri Sennikow (41. Jewgeni Charlatschjow), Ilja Zymbalar, Dmitri Bulykin (97. Oleg Pashinin) – Dmitri Loskow, Oleg Terjochin. Cheftrainer: Juri Sjomin |
| ZSKA Moskau       | Juri Okroschidse – Waleri Minko, Jewgeni Warlamow , Maksim Bokow, Sergei Semak – Oleg Kornauchow, Denis Jewsikow (62. Wjatschaslau Heraschtschanka), Oleg Șișchin, Wadim Skriptschenko (46. Dmitri Chomucha) – Wladimir Kulik, Sergei Filippenkow (86. Artjom Jenin). Cheftrainer: Oleg Dolmatow     |
| Gelbe Karten      | Igor Tscherewtschenko – Wadim Skriptschenko |
| Platzverweise     | Dmitri Loskow (66.) – keine |
|                   | keine – Maksim Bokow (12.) |